# Bangarapet
Bangarapet (en canarés: ಬಂಗಾರಪೇಟೆ ) es una ciudad de la India en el distrito de Kolar, estado de Karnataka.

## Geografía
Se encuentra a una altitud de 819 m s. n. m. a 82 km de la capital estatal, Bangalore, en la zona horaria UTC +5:30.

## Demografía
Según estimación 2011 contaba con una población de 48 365 habitantes.